# James Henry Thomas
James Henry Thomas (3. října 1874, Newport, Wales – 21. ledna 1949, Londýn, Anglie) byl britský politik. Pocházel z dělnického prostředí a od mládí se angažoval v odborářských organizacích na železnici. Byl dlouholetým poslancem Dolní sněmovny (1910–1936), nejprve za Labouristickou stranu, od roku 1931 za národní labouristy. V meziválečném období byl v různých funkcích členem vlády, celkem třikrát zastával úřad ministra kolonií (1924, 1931 a 1935–1936).

## Životopis
Pocházel z chudých poměrů, narodil se jako syn svobodné matky, byl vychován babičkou a od dvanácti let pracoval jako dělník na železnici. Zapojil se do aktivit Labouristické strany a angažoval se také v odborech, byl spoluzakladatelem Národního svazu železničářů a patřil k organizátorům stávky na železnici v roce 1919. Za labouristy byl v letech 1910–1936 poslancem Dolní sněmovny, po celou dobu zastupoval v parlamentu město Derby. V první labouristické vládě v roce 1924 byl ministrem kolonií, téhož roku byl jmenován členem Tajné rady. V druhé MacDonaldově vládě zastával funkci lorda strážce pečeti (1929–1930), tedy ministra bez portfeje, ale byly mu svěřeny kompetence péče o zaměstnance. Během politické krize v roce 1931 se postavil na stranu konzervativci vedené Národní vlády a stal se členem Národní labouristické organizace. V letech 1930–1935 byl ministrem dominií, souběžně v roce 1931 znovu zastával funkci ministra kolonií. V Baldwinově koaliční vládě byl opět ministrem kolonií (1935–1936), ale v květnu 1936 byl donucen k rezignaci kvůli podezření z machinací s rozpočtem ministerstva. Od té doby žil v soukromí. Přes svůj prostý původ vynikl schopností proniknout do vyšší společnosti a mimo jiné byl oblíbencem krále Jiřího V. Zemřel v Londýně, po zpopelnění byl pohřben ve Swindonu. Jeho syn Leslie Thomas (1906–1971) byl v letech 1953–1966 poslancem Dolní sněmovny, na rozdíl od otce patřil ke Konzervativní straně.